# Буйнов, Дмитрий Дмитриевич
Дми́трий Дми́триевич Буйно́в (6 августа, 1859, Баку, Шемахинская губерния — после 1916) — архитектор, родившийся и работавший в Баку. Построил в Баку здания Бакинского реального училища и женской гимназии Святой Нины.

## Биография
Родился 6 августа 1859 года[по какому календарю?] в Баку. Его отец работал заведующим отделом 2-го Бакинского казначейства. Начальное образование получил в Бакинском реальном училище.
В 1878 году поступил в Санкт-Петербургское строительное училище, по окончании которого (после преобразования его в Институт гражданских инженеров) в 1884 году получил звание гражданского инженера по первому разряду. Трудовую деятельность начал в Волынской губернии в качестве младшего инженера.
В 1886 году вернулся в Баку: в чине коллежского секретаря начал работать в должности производителя работ строительного отделения Бакинского губернского правления. В 1889 году был произведён в чин титулярного советника, в 1893 году был назначен Бакинским губернским архитектором и служил на этой должности до 1900 года.
В 1900—1907 годах занимал должность Бакинского губернского инженера.
В 1907—1908 годах служил в Тифлисе техником по строительной и дорожной части при Кавказском наместнике; также был председателем Технического совещания при Управлении наместника.
Был произведён 13 апреля 1908 года в действительные статские советники; награждён российскими орденами Св. Станислава 2-й ст. (1901), Св. Анны 2-й ст. (1905), Св. Владимира 4-й ст. (1915), а также персидским орденом Льва и Солнца 2-й степени.
В 1916 году стал членом ревизионной комиссии Кавказского Окружного Управления Российского Общества Красного Креста.
Сведений о дальнейшей судьбе Д. Д. Буйнова нет.

## Проекты
- Пять деревянных мостов через реки Вилию и Горынь в городе Остроге (1884—1886)[4]
- Здание женской гимназии Св. Нины в Баку на Николаевской улице (1886—1890)[5]
- Церковно-приходская школа в память 17 октября 1888 года в Баку[4]
- Тюремный замок на 210 человек в Шемахе[4]
- Новое здание для Бакинского реального училища (1901—1904)
- Балахано-Сабунчинская церковь Преподобного Макария Египетского (1898—1904) (Церковь была закрыта в 1930 году, разрушена в 1933 году)[6].